# Close to You
«Close to You» (en español: Cerca de Ti) es una canción de eurodance de la banda alemana Fun Factory, lanzado como el segundo sencillo de su álbum debut NonStop.
Publicado en marzo de 1994, alcanzó el número uno en la lista canadiense RPM dance, 22 en la Dance Club Songs y 46 en el Billboard Hot 100 de los Estados Unidos, el número 19 en Alemania y 97 en el Reino Unido.

## Historia
Utiliza la misma melodía que «Hold On», el sencillo de 1993 de la banda alemana Loft. La canción fue escrita por Bülent Aris, Toni Cottura y Rainer Kesselbauer.

### Letra
Oh Baby talk to me
Oh Baby can't you see
Cause I'm the shiest girl in the whole wide world
So come on take my hand and make me understand
I want to be with you
I wanna be so close to you!
Oh nene, háblame
Oh, nene, ¿no ves?
Porque soy la chica más temerosa en todo el mundo
Así que ven, toma mi mano y hazme entender
Quiero estar contigo
¡Quiero estar tan cerca de ti!

## Crítica
Larry Flick de Billboard escribió: «tomando el ejemplo de Snap!, este himno de baile con sabor europeo mezcla voces altas con ritmos house y un rap elegante. Múltiples riffs de sintetizador, un bajo en auge y una melodía amorosa que mantienen la pista de baile arriba». Elogió la energía contagiosa de la canción y señaló: «al final de este día estarás cantando el estribillo como si fuera una segunda naturaleza, la marca de un verdadero éxito».
Music & Media declaró que «a más de 120 bpm, la experiencia techno de borde duro de Fun Factory se encuentra entre las pistas de house más rápidas que ahora están asaltando las listas en todas partes» y agregaron: «gracias a un coro convincente y un gancho fuerte, su rápido salto al número 22 en las listas de ventas alemanas no es una sorpresa».
Alan Jones de Music Week comentó: «Marie-Anett Mey canta, Rod D rapea y el coro enormemente comercial emerge a intervalos frecuentes para reforzar el mensaje de que esta es otra invasión continental que está destinada a la gloria en Reino Unido». Stephen Meade de The Network Forty lo consideró: «una pista de baile de alta energía y una sonrisa en tu cara garantizada».

## Videoclip
El vídeo musical fue dirigido por Stefan Berg, un director sueco. Muestra a Ron D acompañado por bailarines en la costa alemana, mientras Marie-Anett Mey se traslada en un Mercedes-Benz 600 y luce su imponente físico con un vestido transparente.
El videoclip fue subido a YouTube de manera oficial en agosto de 2015. A junio de 2021 registraba más de 120.000 visitas y otro video no oficial tenía más de 23 millones de reproducciones.

## Posición en listas
| Lista (1994)                                         | Máxima posición |
| ---------------------------------------------------- | --------------- |
| Alemania (Offizielle Deutsche Charts)                | 19              |
| Canadá (Dance RPM)                                   | 1               |
| Estados Unidos (Billboard Hot 100)                   | 46              |
| Estados Unidos (Hot Dance Club Play)                 | 22              |
| Estados Unidos (Hot Dance Music/Maxi-Singles Sales ) | 14              |
| Estados Unidos (Dance Singles Sales)                 | 38              |
| Estados Unidos (Rhythmic)                            | 28              |
| Reino Unido (UK Singles Chart)                       | 97              |

| Lista (1994)                          | Posición |
| ------------------------------------- | -------- |
| Canadá (Dance chart RPM)              | 50       |
| Alemania (Offizielle Deutsche Charts) | 94       |